# Cal Vidrier
Cal Vidrier és una masia de l'Esquirol (Osona) inclosa a l'Inventari del Patrimoni Arquitectònic de Catalunya.

## Descripció
Masia clàssica de planta rectangular (10 x 7) coberta a dues vessants amb el carener paral·lel a la façana situada a tramuntana. Consta de planta i primer pis. Presenta annexes modernes a migdia i ponent, aquest darrer utilitzat com a habitatge (terrassa). El cos original no presenta cap eix de simetria. Les obertures, totes molt petites, tenen els emmarcaments de pedra picada. A la façana a llevant, que és cega,« hi ha un carreu datat i amb inscripcions «JOAN ROCA ANY 1859». L'edifici està a peu del camí antigament ramader.

## Història
Antic hostal, al termenal del camí de la Serra del Feu, amb documents del segle xvii. Consta en les llistes d'impostos com a forn vidrier. Apareix mencionat al Nomenclator de la Provincia de Barcelona. Partido Judicial de Vich. 1860 com casa de pagès.